# Kisderzsida
Kisderzsida  település  Romániában, Szilágy megyében.

## Fekvése
Szilágy megyében,  Tasnádtól délkeletre, a Kraszna jobb partján, Girókuta és Sarmaság között fekvő település.

## Nevének eredete
A Derzs régi magyar személynévből ered. Dershyida-Derzs hídja a Kraszna folyó két partján található Kis- és Nagyderzsidát összekötő hídról nevezve.

## Története
Derzsida nevét 1205-1235 között említették először villa Dobur néven a Váradi regestrumban. Derzsida nevét a Lipszki féle térkép is Dobor-nak írta.
1349-ben Derzsida, 1423-ban Dersida, 1427-ben Dersyda, 1441-ben Dershyda,
1459-ben Dershida, 1475-ben Kis-Derzsida néven írta.
Derzsida ma kettő van: Kis-és Nagyderzsida. Kisderzsida a Kraszna jobb, Nagyderzsida a ball partján fekszik.
1423-ban Kusalyi Jakcs György fiait Zsigmond király parancsára iktatta be a váradi káptalan Derzsida birtokába.
1487-ben Mátyás király a Majádi család tagjait iktattatta be az itteni birtokba.
1526-ban II. Lajos király Budán újra a Majádi családnak adományozza a birtokot.
1572-ig Dobai János halálával per folyt Derzsida részbirtokáért Ilosvai Dobai, másként Banga Jánosné Guthy Anna és Horváth Istvánné Dobai Erzsébet között.
1641-ben Jenyczei Szunyogh Gáspáné Losonczi Bánfi Zsuzsanna birtoka volt, aki pénzszükség miatt eladta mindkét Derzsidát  örök áron, visszavonhatatlanul Gyerőmonostori Kemény Jánosnak és örököseinek.
1722-ben Nagy- és Kisderzsida birtokába Rhédei Pált iktatták be, de Sarmasági Ferenc és Ádám ellentmondtak.
1797-ben végzett összeíráskor Kisderzsidának főbb birtokosai báró Kemény Miklósné, báró Kemény Farkas voltak.
Kisderzsida a trianoni békeszerződés előtt Szilágy vármegye Tasnádi járásához tartozott.

## Nevezetességek
- Görögkatolikus, utóbb ortodox fatemploma 1600 és 1650 között épült. A templom figyelmet érdemel régisége mellett érdekes faliképei miatt is: A folyosón kívül az ajtó mindkét oldalán Mihály-és Gábor arkangyal képe van. Gábor után a tizenkét apostol, Péter és Pál előtt szűz Mária áll. A falat pokol-  és paradicsomi jelenetek, Szent Illés tüzes szekerével, Ádám és Éva kiűzése a paradicsomból és más jelenetek borítják. A templomot a felirat szerint 1771-1772-ben festették. Az anyakönyvet 1819-től vezetik.